# Helixanthera
Genre
Helixanthera est un genre de plantes de la famille des Loranthaceae.

## Liste d'espèces
Selon Catalogue of Life (31 octobre 2017) :
- Helixanthera alata (van Tiegh.) Danser
- Helixanthera balansae (van Tiegh.) Danser
- Helixanthera beccarii (van Tiegh.) Danser
- Helixanthera brevicalyx Danser
- Helixanthera coccinea (Jack) Danser
- Helixanthera crassipetala (King) Danser
- Helixanthera cylindrica (Jack ex Roxb.) Danser
- Helixanthera ensifolia (Thw.) Danser
- Helixanthera flabellifolia Balle ex D. Wiens & R.M. Polhill
- Helixanthera garciana (Engl.) Danser
- Helixanthera guangxiensis H.S. Kiu
- Helixanthera hookeriana (Wight & Arn.) Danser
- Helixanthera huillensis (Engl.) Danser
- Helixanthera intermedia (Wight ex Hook.fil.) Danser
- Helixanthera kirkii (Oliv.) Danser
- Helixanthera lambertiana (Schult.fil.) Rajasek.
- Helixanthera lepidophylla (Walp.) Danser
- Helixanthera ligustrina (Wall.) Danser
- Helixanthera mannii (Oliv.) Danser
- Helixanthera maxwelliana (Gibbs) Danser
- Helixanthera obtusata (Wall. ex Wight & Arn.) Danser
- Helixanthera odorata (Wall.) Rajasek.
- Helixanthera parasitica Lour.
- Helixanthera parishii (Hook.fil.) Danser
- Helixanthera periclymenoides (Engler & Krause) S. Balle
- Helixanthera pulchra (DC.) Danser
- Helixanthera sampsonii (Hance) Danser
- Helixanthera schizocalyx T.Harris, I.Darbysh. & Polhill
- Helixanthera scoriarum (W.W. Sm.) Danser
- Helixanthera sessiliflora Danser
- Helixanthera setigera (Korth.) Danser
- Helixanthera spathulata D. Wiens & R.M. Polhill
- Helixanthera spicata Danser
- Helixanthera subalata (De Wild.) D. Wiens & R.M. Polhill
- Helixanthera subligustrina (Lecomte) Danser
- Helixanthera tetrapartita (E.A. Bruce) D. Wiens & R.M. Polhill
- Helixanthera thomsonii (Sprague) Danser
- Helixanthera verruculosa D. Wiens & R.M. Polhill
- Helixanthera wallichiana (Schult.fil.) Danser
- Helixanthera woodii (Engl. & K. Krause) Danser

Selon GRIN (31 octobre 2017) :
- Helixanthera intermedia (Wight) Danser
- Helixanthera obtusatus (Wall. ex Wight & Arn.) Danser

Selon NCBI (31 octobre 2017) :
- Helixanthera coccinea
- Helixanthera cylindrica
- Helixanthera kirkii
- Helixanthera parasitica
- Helixanthera pulchra
- Helixanthera sampsonii

Selon The Plant List (31 octobre 2017) :
- Helixanthera brevicalyx Danser
- Helixanthera coccinea (Jack) Danser
- Helixanthera crassipetala (King) Danser
- Helixanthera cylindrica (Jack ex Roxb.) Danser
- Helixanthera delavayi (Tiegh.) Nguyen Toen Ban
- Helixanthera garciana (Engl.) Danser
- Helixanthera guangxiensis H.S. Kiu
- Helixanthera huillensis (Engl.) Danser
- Helixanthera kirkii (Oliv.) Danser
- Helixanthera ligustrina (Wall.) Danser
- Helixanthera mannii (Oliv.) Danser
- Helixanthera obtusatus (Wall.) Danser
- Helixanthera parasitica Lour.
- Helixanthera periclymenoides (Engl. & K. Krause) Balle
- Helixanthera pulchra (DC.) Danser
- Helixanthera sampsonii (Hance) Danser
- Helixanthera scoriarum (W.W. Sm.) Danser
- Helixanthera sessiliflora (Merr.) Danser
- Helixanthera setigera (Korth.) Danser
- Helixanthera subalata (De Wild.) Wiens & Polhill
- Helixanthera subcylindrica Danser
- Helixanthera terrestris (Hook. f.) Danser
- Helixanthera tetrapartita (E.A. Bruce) Wiens & Polhill
- Helixanthera thomsonii (Sprague) Danser
- Helixanthera verruculosa Wiens & Polhill
- Helixanthera woodii (Schltr. & K. Krause) Danser

Selon Tropicos (31 octobre 2017) (Attention liste brute contenant possiblement des synonymes) :
- Helixanthera brevicalyx Danser
- Helixanthera coccinea (Jack) Danser
- Helixanthera combretoides (Welw. ex van Tiegh.) Danser
- Helixanthera crassipetala Danser
- Helixanthera cylindrica Danser
- Helixanthera delavayi (Tiegh.) Nguyen Toen Ban
- Helixanthera flabellifolia Balle ex Wiens & Polhill
- Helixanthera garciana (Engl.) Danser
- Helixanthera guangxiensis H.S. Kiu
- Helixanthera hookeriana Danser
- Helixanthera huillensis (Engl.) Danser
- Helixanthera ikelembensis (De Wild.) Danser
- Helixanthera intermedia Danser
- Helixanthera kirkii (Oliv.) Danser
- Helixanthera lepidophylla Danser
- Helixanthera ligustrina Danser
- Helixanthera mannii (Oliv.) Danser
- Helixanthera messinensis Danser
- Helixanthera obtusata Danser
- Helixanthera obtusatus (Wall.) Danser
- Helixanthera parasitica Lour.
- Helixanthera patentiflora Danser
- Helixanthera periclymenoides (Engl. & K. Krause) Balle
- Helixanthera pierrei Danser
- Helixanthera pulchra (DC.) Danser
- Helixanthera rosacea (Engl.) Danser
- Helixanthera rubrostaminea (Engl. & Krause) Danser
- Helixanthera sampsonii (Hance) Danser
- Helixanthera scoriarum (W.W. Sm.) Danser
- Helixanthera sessiliflora (Merr.) Danser
- Helixanthera setigera Danser
- Helixanthera spathulata Wiens & Polhill
- Helixanthera subalata (De Wild.) Wiens & Polhill
- Helixanthera subcylindrica Danser
- Helixanthera sublilacina (Sprague) Danser
- Helixanthera ternata (Tiegh.) Balle
- Helixanthera terrestris (Hook. f.) Danser
- Helixanthera tetrapartita (E.A. Bruce) Wiens & Polhill
- Helixanthera thomsonii (Sprague) Danser
- Helixanthera valida Danser
- Helixanthera verruculosa Wiens & Polhill
- Helixanthera wallichiana Danser
- Helixanthera wildemanii (Sprague) Danser
- Helixanthera woodii (Schltr. & K. Krause) Danser